# Moritz Bolza
Moritz Emil Bolza (* 3. Juni 1828 in Annweiler; † 1. Februar 1891 in Illenau bei Achern) war Jurist, Revolutionär und Mitglied des Deutschen Reichstags.

## Leben
Bolza besuchte die Gymnasien in Speyer und Zweibrücken und studierte ab 1847 Rechtswissenschaften an den Universitäten Würzburg und Heidelberg.
1848 wurde Bolza in Annweiler zum Kommandanten der Bürgerwehr gewählt. 1849 wählte ihn die Kantonsversammlung zum Delegierten. Als solcher stimmte er am 17. Mai 1849 gegen die Einsetzung einer provisorischen Regierung für die Pfalz. Da die Befürworter die Wahl mit 15:13 Stimmen gewannen, kam es zum pfälzischen Aufstand im Rahmen der Reichsverfassungskampagne. Hier war er beteiligt, kam aber nicht unter Hochverratsverdacht. Sein Onkel gleichen Namens war 1849 war stärker engagiert und wurde 1851 zu drei Jahren Haft verurteilt.
Bolza war zwischen 1855 und 1873 als Landrichter und Bezirksrichter in der Bayerischen Pfalz tätig, trat aber aus Gesundheitsgründen aus dem Staatsdienst aus.
Von 1877 bis 1884 war er Mitglied des Deutschen Reichstages für die Nationalliberale Partei und den Wahlkreis  Pfalz 3 (Germersheim).

## Familie
Moritz Bolza war der Enkel eines Notars und heiratete Luise Koenig (1830–1927), die Tochter des Schnellpressenfabrikanten Friedrich Koenig. Das Ehepaar hatte vier Kinder, darunter den Mathematiker Oskar Bolza. Der Ingenieur und Unternehmer Hans Bolza ist ihr Enkel.
Bolzas Vettern sind Ulrich (MdR) und Heinrich von Brunck, der Bruder seiner Mutter Joseph Brunck war 1848 Mitglied der Frankfurter Nationalversammlung.